# Hockey Roller Club Monza 2022-2023
Questa voce raccoglie le informazioni riguardanti l'Hockey Roller Club Monza nelle competizioni ufficiali della stagione 2022-2023.

## Maglie e sponsor
Lo sponsor ufficiale per la stagione 2022-2023 è TeamServiceCar.
| 1ª divisa | 2ª divisa |

## Organigramma societario
- Presidente: Andrea Brambilla
- Vicepresidente: Franco Girardelli
- Direttore sportivo: Franco Girardelli
- Responsabile comunicazione: Paolo Virdi

## Organico

### Giocatori
| N° | Naz.                 | Ruolo | Sportivo             |  |  |  |
| -- | -------------------- | ----- | -------------------- |  |  |  |
| 5  | Argentina (bandiera) | A     | Santi Chambella      |  |  |  |
| 6  | Spagna (bandiera)    | D     | Sergi Torné          |  |  |  |
| 7  | Italia (bandiera)    | D     | Matteo Galimberti    |  |  |  |
| 8  | Italia (bandiera)    | A     | Edoardo Lanaro       |  |  |  |
| 9  | Argentina (bandiera) | A     | Julian Tamborindegui |  |  |  |
| 10 | Italia (bandiera)    | P     | Filippo Fongaro      |  |  |  |
| 17 | Italia (bandiera)    | D     | Marco Ardit          |  |  |  |
| 20 | Italia (bandiera)    | P     | Simone Agliati       |  |  |  |
| 33 | Argentina (bandiera) | A     | Conrado Piozzini     |  |  |  |
| 76 | Italia (bandiera)    | D     | Gabriele Gavioli     |  |  |  |
| 77 | Italia (bandiera)    | D     | Marco Tremolada      |  |  |  |

### Staff tecnico
- Allenatore:  Tommaso Colamaria

## Mercato
| Acquisti | Acquisti         | Acquisti     | Acquisti |
| R.       | Nome             | da           |          |
| -------- | ---------------- | ------------ | -------- |
| A        | Santi Chambella  | ?            |          |
| P        | Filippo Fongaro  | Valdagno     |          |
| D        | Gabriele Gavioli | Sandrigo     |          |
| A        | Conrado Piozzini | Matera       |          |
| A        | Marco Tremolada  | Seregno 2012 |          |

| Cessioni | Cessioni             | Cessioni        | Cessioni |
| R.       | Nome                 | a               |          |
| -------- | -------------------- | --------------- | -------- |
| A        | Andrea Borgo         | Forte dei Marmi |          |
| P        | Francesc Compor      | ?               |          |
| P        | Alessandro Ferronato | Pordenone       |          |
| D        | Pietro Lazzarotto    | Sandrigo        |          |
| A        | Davide Nadini        | Valdagno        |          |